# Madagaszkári manguszták
A madagaszkári manguszták (Euplerinae) a ragadozók (Carnivora) rendjében a macskaalkatúak (Feliformia) alrendjébe, azon belül a madagaszkári cibetmacskafélék (Eupleridae) családjába tartozó egyik alcsalád.

## Rendszerezésük
Az alcsaládba 3 nem és élő 4 faj tartozik; ezek nyilvánvalóan egy, Afrikából áttutajozott közös ős leszármazottai:
- Cryptoprocta (Bennett, 1833) – 1 élő és egy kihalt faj
  - fossza (Cryptoprocta ferox)
  - óriásfossza (Cryptoprocta spelea) †

- Eupleres (Doyere, 1835) – 1 faj
  - keleti falanuk (Eupleres goudotii)
  - nyugati falanuk (Eupleres major) - korábban a keleti falanukkkal azonos fajnak tartották;

- Fossa (Gray, 1865) – 1 faj
  - fanaloka vagy madagaszkári cibetmacska (Fossa fossana)